# Johan Sjöberg
Per Johan Sjöberg (Borås, 14 novembre 1980) è un ex calciatore svedese, di ruolo difensore.

## Carriera

### Club
Sjöberg cominciò la carriera professionistica con la maglia dell'Elfsborg. Il 28 giugno 2007 passò in prestito ai norvegesi del Fredrikstad. Debuttò nella Tippeligaen il 22 luglio, nel pareggio a reti inviolate contro il Lillestrøm.
Tornò poi all'Elfsborg, prima di passare allo Örgryte, ancora con la formula del prestito. Rientrò poi all'Elfsborg nel 2010, senza mai giocare alcuna partita di campionato nei due anni a venire. Si ritirò al termine del campionato 2011. Sfortunatamente Sjöberg non ha mai indossato la maglia della nazionale svedese ma solo quella dell'under 21.